# قائمة مقابر السعودية
المقبرة أو الجبانة أو القرافة أو التربة هي مكان يدفن به الأموات سواء بشكل فردي أو جماعي وكانت بعض الحضارات تغالي في تزيين مقابر الملوك كما كان يصنع المصريون القدماء مثل مقبرة توت عنخ آمون، وأكبرها هي الأهرامات الموجودة في بقاع عديدة من العالم. و لا تقتصر المقابر على الاستخدام الآدمي فقط بل تتخذ بعض الحيوانات المقابر لأنفسها كما تفعل الأفيال.

## قائمة مقابر السعودية
تحتوي هذه القائمة على أسماء مقابر في السعودية.
| اسم                     | موقع            | صورة | ملاحظات |
| ----------------------- | --------------- | ---- | ------- |
| البقيع                  | المدينة المنورة |      |         |
| المقبرة المسيحية في جدة | جدة             |      |         |
| مقبرة أمنا حواء         | جدة             |      |         |
| مقبرة الخرمانية         | مكة المكرمة     |      |         |
| مقبرة الشبيكة           | مكة المكرمة     |      |         |
| مقبرة الشهداء (الطائف)  | الطائف          |      |         |
| مقبرة شهداء أحد         | مكة المكرمة     |      |         |
| مقبرة شيخ الأسد         | مكة المكرمة     |      |         |
| مقبرة الشيخ محمود       | مكة المكرمة     |      |         |
| مقبرة العدل             | مكة المكرمة     |      |         |
| مقبرة العود             | الرياض          |      |         |
| مقبرة المعلاة           | مكة المكرمة     |      |         |
| مقبرة المهاجرين         | مكة المكرمة     |      |         |